# アリストテレス主義
アリストテレス主義（英: Aristotelianism）またはアリストテレス哲学とは、古代ギリシアの哲学者アリストテレスの思想・哲学を継承する思想的立場の総称。
アリストテレスのリュケイオンにおける直接の弟子たちである紀元前4世紀頃の逍遙学派（ペリパトス派）を嚆矢とし、3世紀頃のネオプラトニズム、11-12世紀頃のイスラム哲学、13世紀頃のスコラ学、そしてフランス・ドイツの近代哲学の一部などがこれに該当する。